# Chiloscyllium punctatum
Espèce
Statut de conservation UICN

 NT  : Quasi menacé
Répartition géographique
Le Requin-chabot bambou (Chiloscyllium punctatum) vit dans l'Indo-Pacifique, de 34° Nord à 26° Sud et de la surface à -80 m. Il peut atteindre 1 m.